# Oestrus cervi
Oestrus cervi är en tvåvingeart som beskrevs av Franz Paula von Schrank 1803. Oestrus cervi ingår i släktet Oestrus och familjen styngflugor.
Artens utbredningsområde är Tyskland. Inga underarter finns listade i Catalogue of Life.